# Quaker Peace and Social Witness
Quaker Peace & Social Witness (QPSW), voorheen bekend als de Friends Service Council, is een quakersorganisatie met hoofdkantoor in het Verenigd Koninkrijk. De organisatie heeft tot doel de getuigenissen van de quakers (gelijkheid, rechtvaardigheid, eenvoud, vrede en waarheid) te promoten en uit te voeren. De organisatie werkt via zowel kleine lokale als grote internationale groeperingen.
In 1947 won de organisatie de Nobelprijs voor de Vrede.

## Geschiedenis
De QPSW vindt zijn oorsprong in zendingswerk dat tussen 1868 en 1927 werd gedaan onder de naam Friends Foreign Mission Association. Toen de missies afnamen, fuseerde de groep met de Council for International Service (1919–1927) tot de Friends Service Council. Deze werd in 1979 hernoemd tot Quaker Peace and Service, en in 2001 tot Quaker Peace & Social Witness.